# Kazimierzewo (powiat nakielski)
Kazimierzewo – wieś w Polsce położona w województwie kujawsko-pomorskim, w powiecie nakielskim, w gminie Kcynia.

## Podział administracyjny
W latach 1975–1998 miejscowość należała administracyjnie do województwa bydgoskiego.

## Demografia
Według Narodowego Spisu Powszechnego (III 2011 r.) liczyła 104 mieszkańców. Jest 35. co do wielkości miejscowością gminy Kcynia.